# Caenohalictus implexus
Caenohalictus implexus är en biart som beskrevs av Jesus Santiago Moure 1950. Caenohalictus implexus ingår i släktet Caenohalictus och familjen vägbin. Inga underarter finns listade.